# 2G
2G, de afkorting van tweede generatie, is een generatie van de technologische standaard voor de communicatie tussen mobiele telefoons, die voor het eerst in 1991 in Finland werd ingevoerd. Drie belangrijke voordelen van 2G-netwerken ten opzichte van hun voorgangers waren dat de gesprekken digitaal werden versleuteld, dat de netwerken veel efficiënter werden, waardoor het bereik veel beter werd, en dat 2G nieuwe diensten met gegevens mogelijk maakte, te beginnen met Sms tekstberichten. 2G stelde de netwerken in staat om nieuwe diensten te ontwikkelen, waaronder na de invoering van de tekstberichten, ook het verzenden van afbeeldingen en mms multimediaberichten.
Slimme meters werken op ook 2G en provincies en gemeentes gebruiken de 2G-technologie bij bijvoorbeeld het openen en sluiten van bruggen en voor dijkbewaking. Er zijn hulpdiensten die 2G inzetten om signalen te versturen naar meldkamers.
Anno 2020 was 2G in Japan en Zuid-Korea al afgesloten en hadden grote telecombedrijven in de Verenigde Staten en Australië hun 2G-netwerken al stilgelegd of plannen hiervoor bekendgemaakt. KPN in Nederland heeft bekendgemaakt dat zij garanderen dat 2G tot 1 december 2027 beschikbaar blijft, maar Odido stopte per 1 juni 2021 met 2G.
Het gevolg is onder meer dat mobiele telefoons, die alleen voor 2G geschikt zijn, niet meer op het netwerk van de betreffende telecomprovider kunnen worden gebruikt. De bandbreedte die vrijkomt na het stopzetten benutten de providers voor het 4G- en 5G-netwerk.